# Трилінка

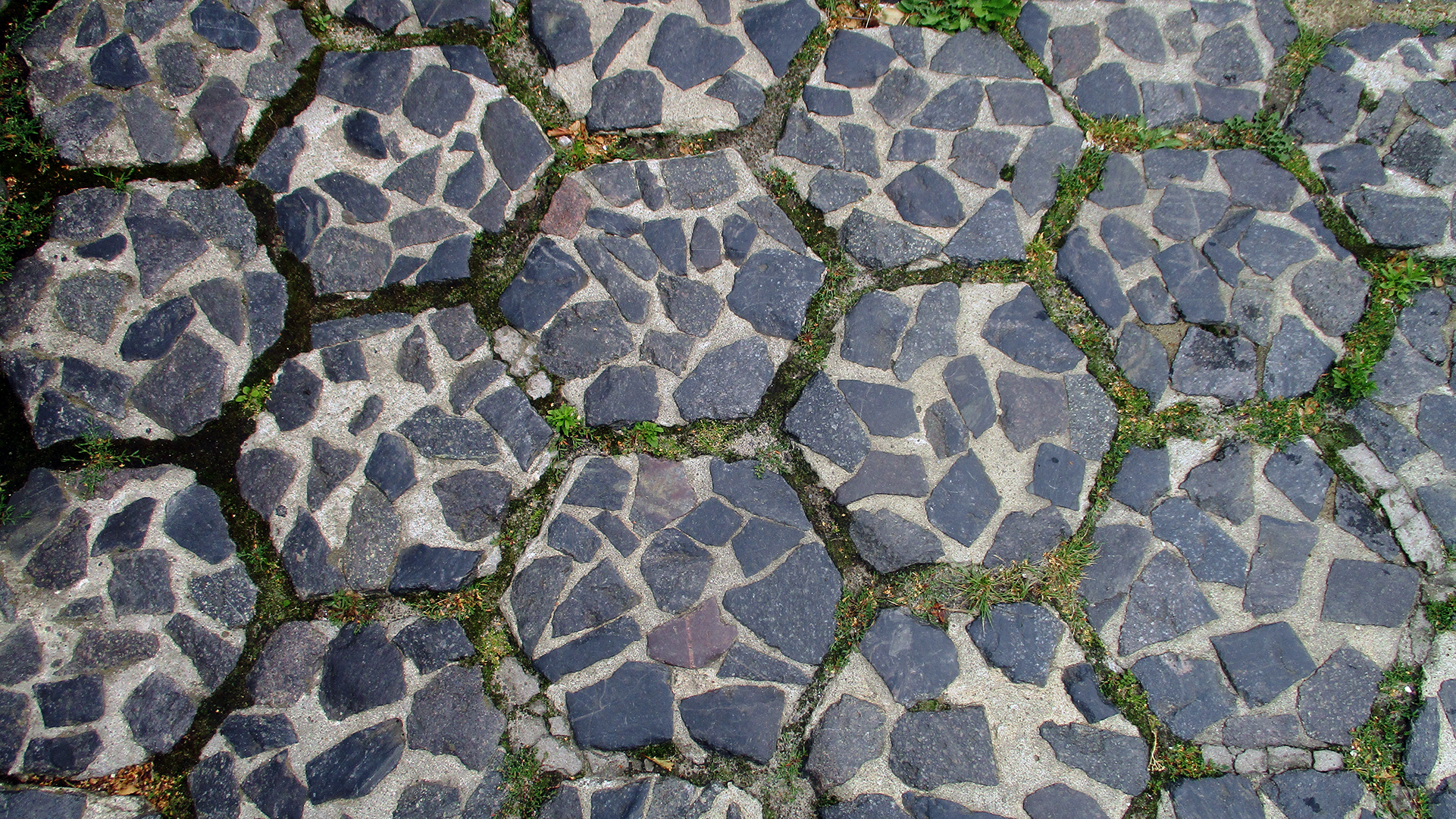
Поверхня тротуару з трилінки

Трилі́нка (пол. trylinka) — бетонна плита для доріг і пішохідних доріжок у формі правильного шестикутника. Також відома як шашка Трилінського, помилково — терлінка.

## Винахідник
Польський інженер комунікацій Владислав Трилінський 14 грудня 1932 року подав заявку в Патентний уряд Варшави на бетонну плитку для доріг і пішохідних доріжок у формі правильного шестикутника.
15 вересня 1933 року інженеру був виданий патент № 18232 на бруківку, що згодом отримала назву трилінка або шашка Трилінського. Владислав Трилінський відомий у світі не тільки своєю бруківкою. У 1929 році, разом зі Стефаном Брилою він побудував першого зварного моста в Європі. Трилінський також є винахідником залізобетонних шпал, що широко використовуються і сьогодні.

## Застосування

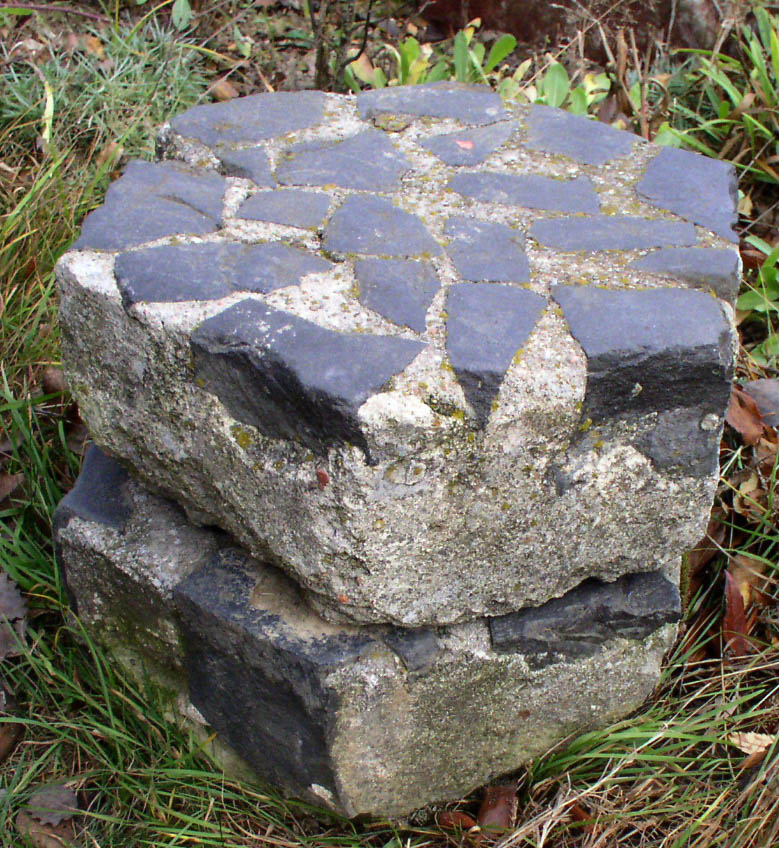
Елементи трилінки

Згідно патенту шестикутні бетонні плитки трилінки виготовлялися з бетону і каменю. Мали такі розміри: ширина 35 см, довжина бокової стінки 20 см, висота 15 см, або 12 см чи 8 см. Вага трилінки висотою 15 см складала 35-37 кг. Спочатку її передбачали для мощення автостоянок та тимчасових доріг. Як довела історія, тимчасові дороги з трилінки здатні служити понад 80 років. Основною перевагою трилінки була простота виробництва, за рахунок різноманітного, на місцевому ринку, каменю. Трилінка легко укладалась і гарантувалась довговічність її поверхні в процесі експлуатації. Повна відсутність довгих прямих з'єднань, як у прямокутних аналогах, значно впливала на довговічність бруківки. Трилінка була простою в ремонті, а при необхідності, і при демонтажу.
Єдиний недолік, який виявився полягав у тому, що в дощову погоду дорога з трилінки стає слизькою для автівок на гумових шинах. Трилінка укладалась в 1930-ті роки, коли техніка рухалась на дорогах не так швидко як зараз, тож проблема виявилася лише в другій половині XX століття. Та незважаючи на це, трилінка досі використовується для коротких вулиць і надає кварталам особливого колориту.

## Виготовлення
Трилінка виготовлялася в збірній (з двох частин) металевій формі, яку відливав на варшавському заводі син Трилінського, інженер-механік за освітою. Для того, щоб підвищити міцність бруківки, її верхня поверхня посилювалась кам'яним наповнювачем. У процесі виробництва в нижній частині металевої форми спочатку вставляють шматочки каменів. У форму закладався колотий базальтовий камінь конічної форми (робітники називали його полукостка). Закладали колотий базальт плоскою стороною вниз, спочатку по кутах, потім по периметру і на завершення в середині. Іноді додавали залізний дріт для міцності. Заготовка заливалася на половину висоти форми розчином високої марки, потім до верху — слабшим бетоном, її трамбували і загладжували.
Далі сира плитка обережно виймалась з форми і кілька діб набирала міцності. Трилінки поливали водою, щоб вони швидше скріплювалися. При укладанні її перевертали, щоб міцна кам'яна основа була нагорі. Хоч для оформлення рівного краю проїжджої частини біля бордюрів в патенті пропонувалось засипати дрібним каменем, на практиці застосовувалася особлива пятигранна трилінка, яку інженер Трилінський назвав «інфулою». За період з 1933 до 1938 року було вироблено близько 10 мільйонів трилінок, які могли б покрити мільйони квадратних метрів.

## Укладання

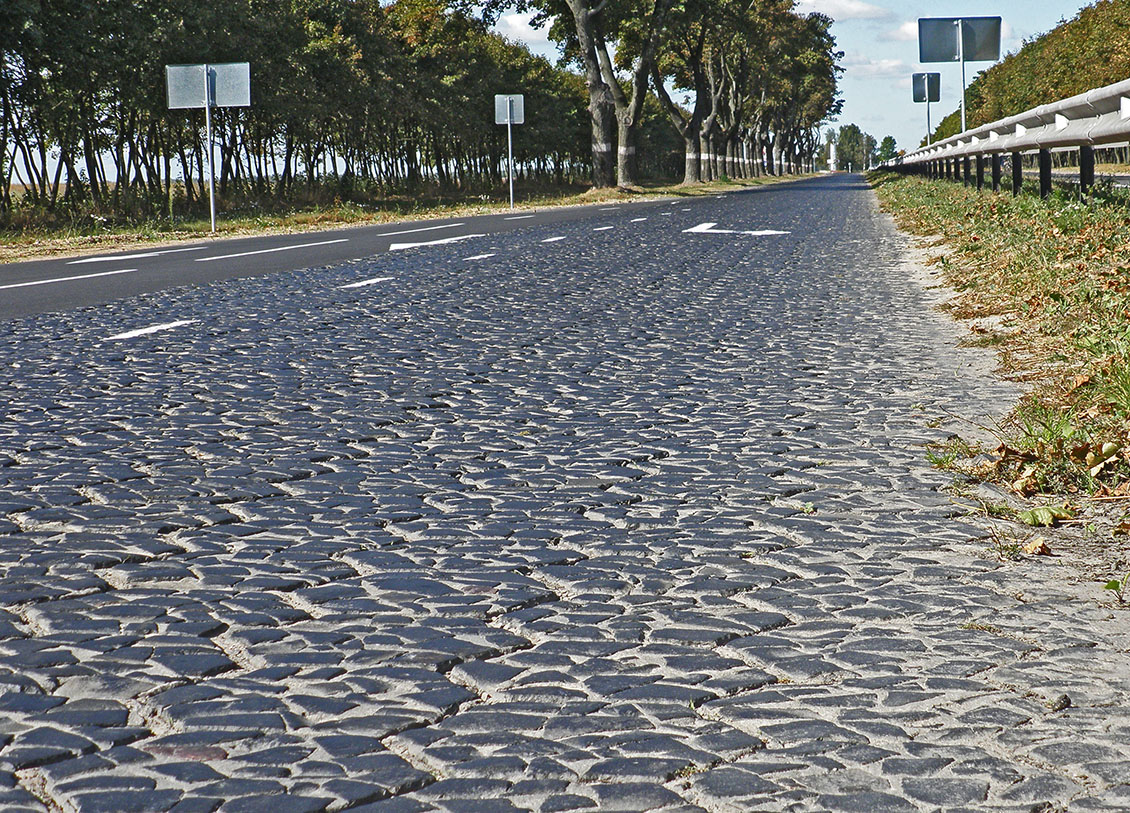
Трилінка на дорозі «Столін-Пінськ»

Трилінський розробив і метод укладки своєї бруківки. Суть методу полягала в тому, що поверх підготовчої піщано-гравійної подушки укладалася шестигранна плитка, а стики заливались асфальтовою масою на кшталт поліміну. Коли від коліс і чобіт шар розчину стирався, сіра плитка відшліфовувалася і набувала сірувато-чорного з відблиском, кольору.

Перша шосейна дорога з цієї бруківки була побудована від Пінська до Бреста. Розгорнути виробництво шестигранної бруківки варшавському інженеру Владиславу Трилінському вдалось лише тоді, коли він був призначений в Брест на посаду начальника воєводського управління будівництва і комунікацій. Там він налагодив масове виробництво плитки, якою в 1935—1939 роках мостилися дороги в містах Західної Білорусі та Західної України, що належали до тодішньої Польщі, в Белігії, Франції, Голландії, Чехословаччині. Дороги в Європі тоді вимощувались круглим каменем. Такі дороги не розкисати в сльоту, але були незручними для ходьби і особливо — для їзди. Адже в той час використовувалися в основному вози на дерев'яних колесах із залізним ободом, а автівок було мало.

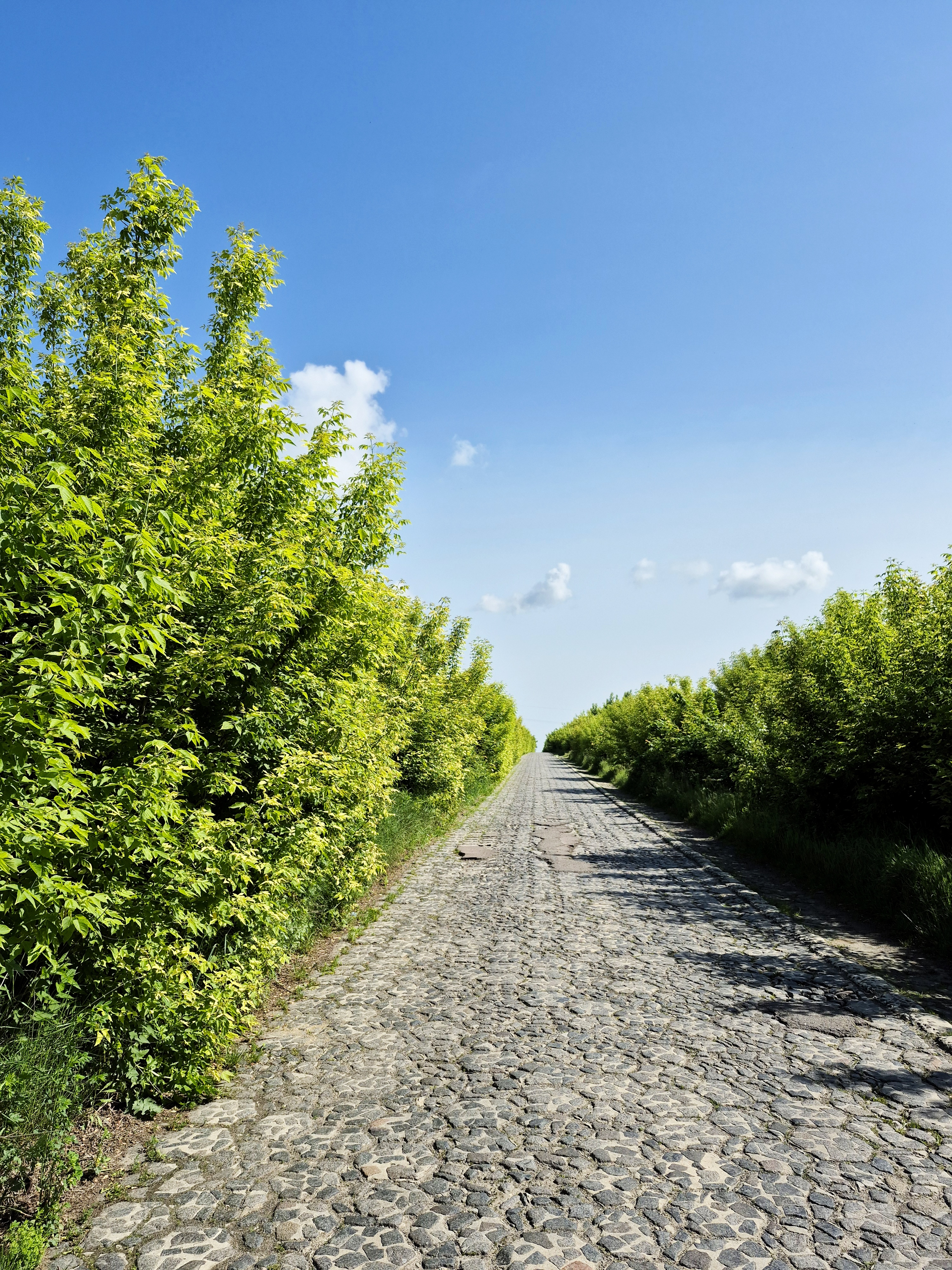
Трилінка в Волинській області з Олики до Цумані

Трилінка була вчасним винаходом. Сировина для «полукостки» використовувалась різна. Наприклад, від червоного Мікашевицького каменю Західної Білорусі, бруківка була червоною. Використовувався з Померанії різнобарвний гравій льодовикового походження. Використовували також дроблений фіолетовий порфір з Кресовіц та Кракова. Та найкраще себе зарекомендувала трилінка з чорного базальту з Янової Долини та Берестовця. Цей камінь був і є чистим природним матеріалом і практично нешкідливим. Чорну базальтову породу — привозили у великих шматках з цього кар'єру, на місці камінь кололи до потрібного розміру. Цим займався загін, створений з безробітних або найманих робітників.
Потужності «Бетонярні» Трилінського в Бересті не могли забезпечити потреби мощення шосейних доріг, тому виробництво плитки було організовали на полігонах по довжині будованих доріг. У віддалені точки укладання трилінку доставляли вагонами з перевантаженням на підводи. Укладальники в шкіряних фартухах кректали під вагою плитки (одна штука важила кілограмів 35-37), несли до місця, притискаючи до живота. Інженер Трилінській особисто курирував процес. Патентна система стимулювала винахідництво: з кожної покладеної плитки Трилінській отримував 2 гроші. На метр дороги було потрібно 10 плиток.